# Gu Sang-bum
Gu Sang-bum (ur. 15 czerwca 1964 w Seulu) – południowokoreański piłkarz grający na pozycji obrońcy.

## Kariera klubowa
Gu Sang-bum jest wychowankiem uniwersyteckiej drużyny z Inczon. W 1986 roku został piłkarzem zespołu Lucky-Goldstar Hwangso. W barwach zespołu wystąpił w 69 spotkaniach zdobywając 7 goli. W latach 1991–1993 grał w zespole LG Cheetahs. Skąd w kolejnym sezonie przeszedł do zespołu Daewoo Royals. W ciągu całego sezonu wystąpił w 24 spotkaniach zdobywając 1 bramkę. Po sezonie 1994 został zawodnikiem Pohang Atoms dla której wystąpił w 14 spotkaniach zdobywając 2 bramki.

## Kariera reprezentacyjna
W 1988 roku zadebiutował w kadrze Korei Południowej.
W 1990 roku został powołany na Mistrzostwa Świata w 1990 we Włoszech. W 1994 roku został powołany na Mistrzostwa Świata w 1994 w USA. W tym samym roku zakończył reprezentacyjną karierę. Wystąpił w 65 spotkaniach reprezentacji narodowej zdobywając 4 bramki.